# HMG 상자
분자생물학에서의 HMG 상자(High Mobility Group 상자)는 DNA 결합에 관여하는 단백질 도메인이다.

## 구조
HMG 상자 도메인의 구조는 루프로 분리된 3개의 α 나선을 포함한다.

## 기능
HMG 상자에 함께 존재하는 단백질은 높은 친화도로 비 B-DNA 형태(비틀림 또는 풀림)에만 결합한다. HMG 상자 도메인은 높은 이동성 그룹 단백질에서 발견되는데, 이는 전사, 복제 및 DNA 복구와 같은 DNA 의존적 과정의 조절에 관여하며, 이 모두는 염색질의 형태를 변화시켜야 한다. 단일 및 이중 상자 HMG 단백질은 결합 시 굽힘을 유도함으로써 DNA 구조를 변화시킨다.